# Amplinus braueri
Amplinus braueri är en mångfotingart som först beskrevs av Carl 1918.  Amplinus braueri ingår i släktet Amplinus och familjen Aphelidesmidae. Inga underarter finns listade i Catalogue of Life.